# Ayuntamiento de Santa Coloma de Gramanet
El Ayuntamiento de Santa Coloma de Gramanet (en catalán: Ajuntament de Santa Coloma de Gramenet) es el órgano encargado del gobierno y administración del municipio de Santa Coloma de Gramanet, situado en la provincia de Barcelona, Cataluña, España. Está presidido por el alcalde. En 2023 ocupa dicho cargo Mireia González, del PSC.

## Alcaldes
| Periodo   | Nombre                                                  | Partido                                        |
| --------- | ------------------------------------------------------- | ---------------------------------------------- |
| 1979-1983 | Luis Hernández Alcácer                                  | Partit Socialista Unificat de Catalunya (PSUC) |
| 1983-1987 | Luis Hernández Alcácer                                  | Partit Socialista Unificat de Catalunya (PSUC) |
| 1987-1991 | Luis Hernández Alcácer                                  | Iniciativa per Catalunya (IC)                  |
| 1991-1995 | Manuela de Madre                                        | Partit dels Socialistes de Catalunya (PSC)     |
| 1995-1999 | Manuela de Madre                                        | Partit dels Socialistes de Catalunya (PSC)     |
| 1999-2003 | Manuela de Madre (1999-2002) Bartomeu Muñoz (2002-2003) | Partit dels Socialistes de Catalunya (PSC)     |
| 2003-2007 | Bartomeu Muñoz                                          | Partit dels Socialistes de Catalunya (PSC)     |
| 2007-2011 | Bartomeu Muñoz (2007-2009) Núria Parlón (2009-2011)     | Partit dels Socialistes de Catalunya (PSC)     |
| 2011-2015 | Núria Parlón                                            | Partit dels Socialistes de Catalunya (PSC)     |
| 2015-2019 | Núria Parlón                                            | Partit dels Socialistes de Catalunya (PSC)     |
| 2019-2023 | Núria Parlón                                            | Partit dels Socialistes de Catalunya (PSC)     |
| 2023-act. | Núria Parlón (2023-2024) Mireia González (2024-)        | Partit dels Socialistes de Catalunya (PSC)     |

## Pleno
| Partido político | Partido político                                                                             | 2023   | 2019   | 2015   | 2011   | 2007   | 2003   | 1999   | 1995   | 1991   | 1987   | 1983   | 1979   |
| Partido político | Partido político                                                                             | Ediles | Ediles | Ediles | Ediles | Ediles | Ediles | Ediles | Ediles | Ediles | Ediles | Ediles | Ediles |
|                  | Partit dels Socialistes de Catalunya (PSC)                                                   | 17     | 17     | 14     | 12     | 17     | 16     | 18     | 12     | 13     | 12     | 12     | 11     |
|                  | Esquerra Republicana de Catalunya (ERC)                                                      | 4      | 3      | 0      | 0      | 0      | 0      | 0      | 0      | 0      | —      | 0      | —      |
|                  | Ciutadans (CS)                                                                               | 2      | 4      | 3      | 0      | 0      | —      | —      | —      | —      | —      | —      | —      |
|                  | Partit Popular de Catalunya (PP)-Alianza Popular (AP)                                        | 2      | 0      | 2      | 5      | 4      | 4      | 3      | 2      | 0      | 0      | 0      | —      |
|                  | Vox                                                                                          | 2      | 0      | —      | —      | —      | —      | —      | —      | —      | —      | —      | —      |
|                  | Plataforma per Catalunya (PxC)                                                               | —      | —      | 0      | 3      | —      | —      | —      | —      | —      | —      | —      | —      |
|                  | En Comú Podem (ECP)-Esquerra Unida (ICV-EUiA)-Partit Socialista Unificat de Catalunya (PSUC) | 0      | 3      | 2      | 3      | 4      | 5      | 4      | 12     | 12     | 13     | 15     | 13     |
|                  | Candidatura d'Unitat Popular (CUP)-Som Gramenet-Gent de Gramenet                             | 0      | 0      | 6      | 2      | 0      | —      | —      | —      | —      | —      | —      | —      |
|                  | Junts per Catalunya (JxC)-Convergència i Unió (CiU)                                          | 0      | 0      | 0      | 2      | 2      | 2      | 2      | 1      | 2      | 2      | 0      | 2      |
|                  | Centro Democrático y Social (CDS)-Unión de Centro Democrático (UCD)                          | —      | —      | —      | —      | —      | —      | —      | —      | 0      | 0      | 0      | 1      |

## Resultados electorales
| Partido político                                                 | 2023  | 2023   | 2023       | 2019  | 2019   | 2019       | 2015  | 2015   | 2015       | 2011  | 2011   | 2011       | 2007  | 2007   | 2007       |
| Partido político                                                 | %     | Votos  | Concejales | %     | Votos  | Concejales | %     | Votos  | Concejales | %     | Votos  | Concejales | %     | Votos  | Concejales |
| Partit dels Socialistes de Catalunya (PSC)                       | 51,34 | 20 250 | 17         | 50,94 | 22 913 | 17         | 40,65 | 17 247 | 14         | 39,17 | 15 183 | 12         | 53,83 | 20 260 | 17         |
| Esquerra Republicana de Catalunya (ERC)                          | 14,90 | 5880   | 4          | 9,91  | 4460   | 3          | 4,78  | 2030   | 0          | 1,55  | 602    | 0          | 3,59  | 1351   | 0          |
| Ciutadans (CS)                                                   | 7,59  | 2997   | 2          | 14,11 | 6349   | 4          | 11,49 | 4876   | 3          | 1,99  | 771    | 0          | 3,88  | 1461   | 0          |
| Partit Popular de Catalunya (PP)                                 | 6,74  | 2661   | 2          | 4,26  | 1918   | 0          | 7,76  | 3293   | 2          | 17,19 | 6661   | 5          | 12,33 | 4641   | 4          |
| Vox                                                              | 6,62  | 2612   | 2          | 1,93  | 871    | 0          | —     | —      | —          | —     | —      | —          | —     | —      | —          |
| En Comú Podem (ECP)-Iniciativa per Catalunya Verds (ICV)         | 4,84  | 1910   | 0          | 10,83 | 4871   | 3          | 7,85  | 3331   | 2          | 11,94 | 4627   | 3          | 12,15 | 4575   | 4          |
| Candidatura d'Unitat Popular (CUP)-Som Gramenet-Gent de Gramenet | 2,61  | 1030   | 0          | 4,98  | 2242   | 0          | 18,56 | 7872   | 6          | 6,64  | 2575   | 2          | 4,98  | 1876   | 0          |
| Junts per Catalunya (JxC)-Convergència i Unió (CiU)              | 1,26  | 500    | 0          | 2,08  | 939    | 0          | 3,62  | 1536   | 0          | 6,58  | 2550   | 2          | 6,14  | 2312   | 2          |
| Plataforma per Catalunya (PxC)                                   | —     | —      | —          | —     | —      | —          | 3,41  | 1445   | 0          | 9,08  | 3519   | 3          | —     | —      | —          |

## Evolución de la deuda viva municipal
El concepto de deuda viva contempla sólo las deudas con cajas y bancos relativas a créditos financieros, valores de renta fija y préstamos o créditos transferidos a terceros, excluyéndose, por tanto, la deuda comercial.
| Gráfica de evolución de la deuda viva del Ayuntamiento entre 2008 y 2023                                          |
| |
| Deuda viva del Ayuntamiento de Santa Coloma de Gramanet, en miles de euros, según datos de Ministerio de Hacienda |